# Imago Artis

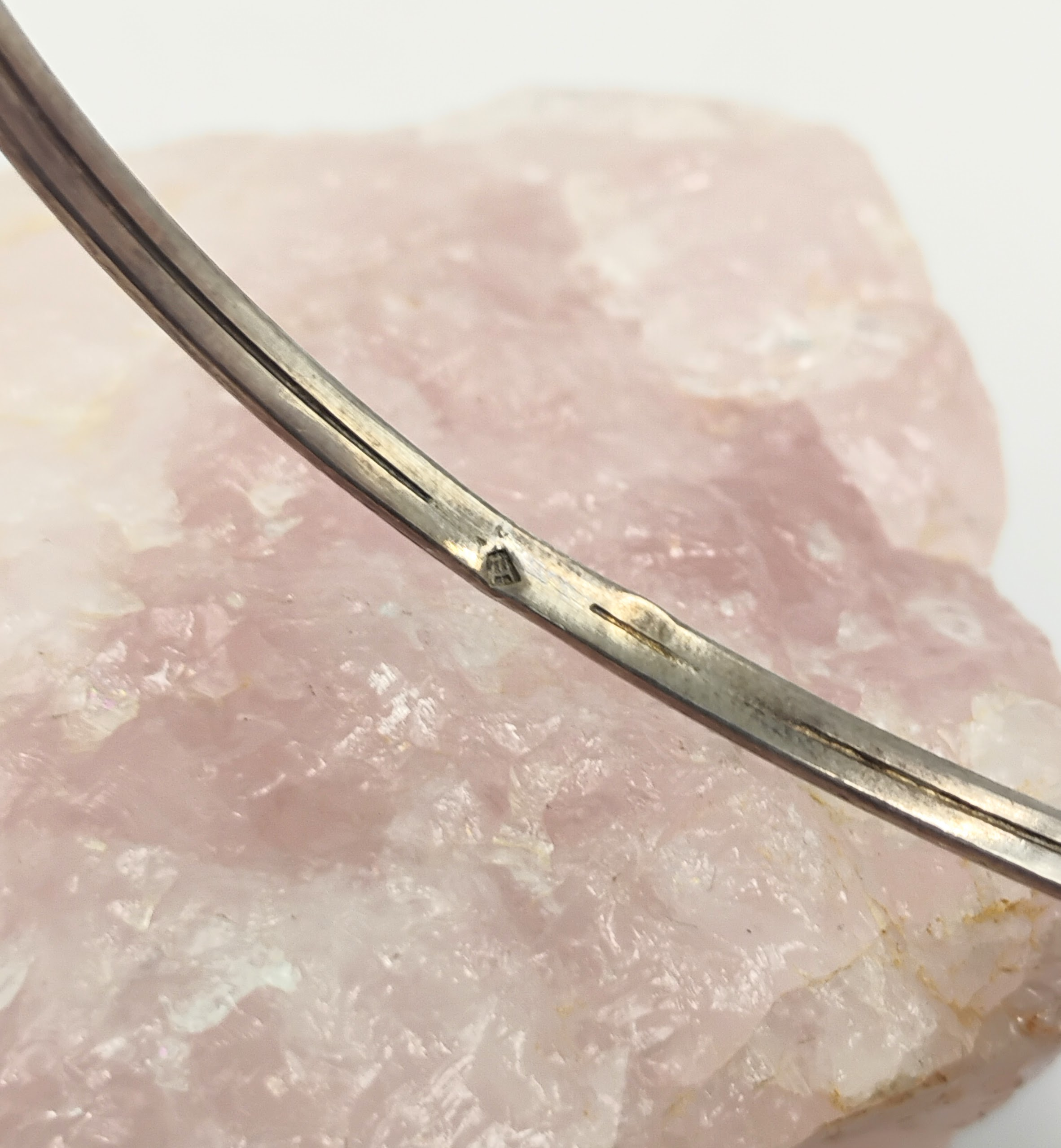
Znak imienny Imago Artis

Spółdzielnia Pracy Rękodzieła Artystycznego „Imago Artis” – działająca w latach 1947–1998 spółdzielnia pracy rękodzieła artystycznego utworzona w Krakowie; jedna z pierwszych firm jubilerskich powstałych w Polsce po drugiej wojnie światowej. Wyroby „Imago Artis” charakteryzowała technika filigranu oraz wykorzystanie srebra.

## Historia spółdzielni

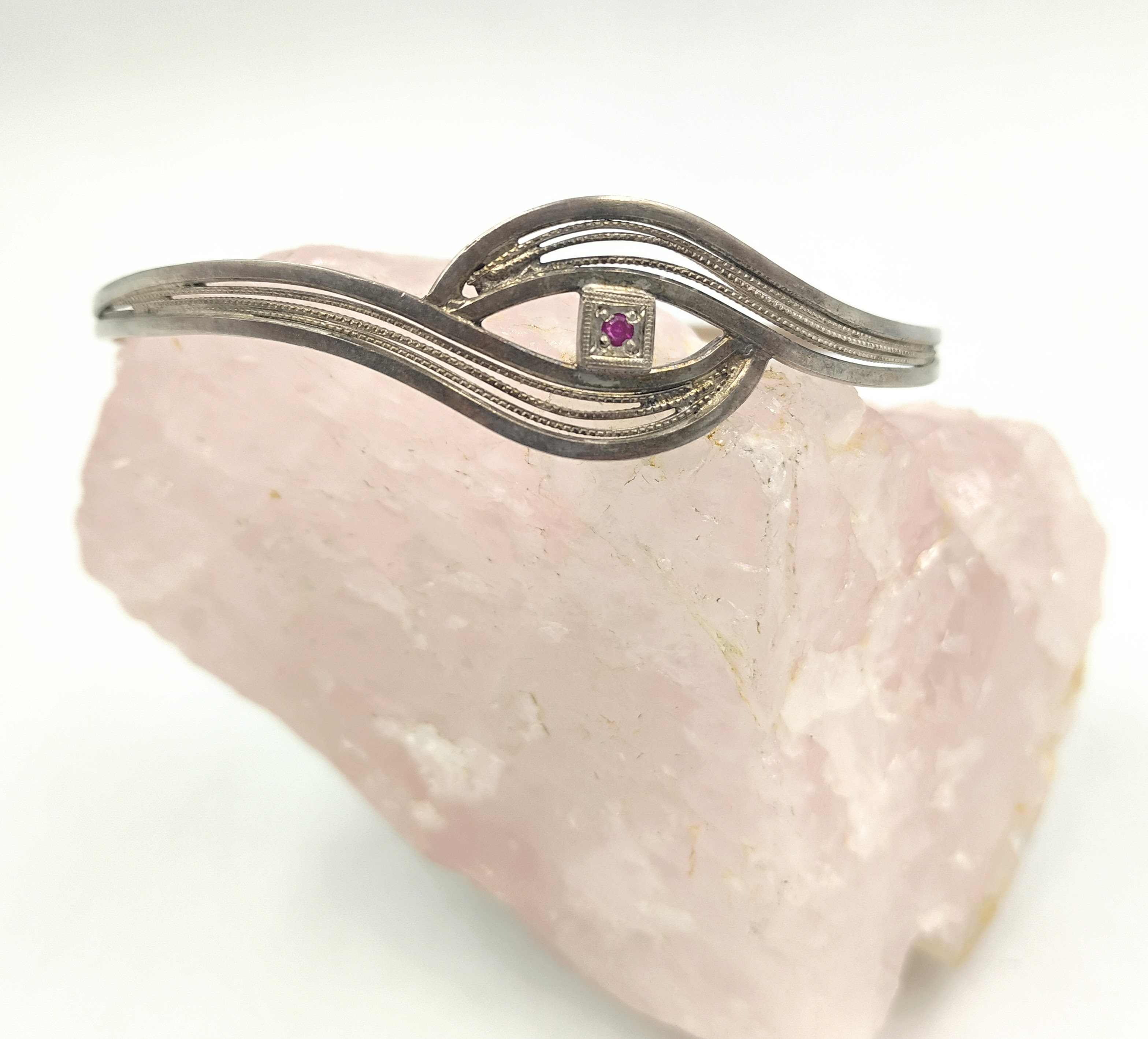
Bransoleta srebrna Imago Artis z rubinem syntetycznym, wyrób wykonany po 1986 roku

Pomysł utworzenia spółdzielni pojawił się w środowisku krakowskich artystów i historyków sztuki w 1945 r. Zamierzali oni prowadzić wyrób i sprzedaż pamiątek związanych z Krakowem o wysokim poziomie artystycznym. Wilhelm Gall, pomysłodawca projektu, zaproponował nazwę – imago artis (łac. zwierciadło sztuki lub obraz sztuki) – oraz znak firmowy. 24 stycznia 1947 r. spółdzielnia została zarejestrowana jako Imago Artis Spółdzielnia Pracy Zespołu Historyków Sztuki. Jednak początkowa działalność pozostała w zasadzie ograniczona do czynności organizacyjnych; nie ruszała produkcja towarów. W tej sytuacji spółdzielni groziło rozwiązanie.
W celu uzdrowienia sytuacji sprawy organizacyjne Imago Artis powierzono zatrudnionej w Spółdzielni Wydawniczej „Czytelnik” Elżbiecie Mathias. W marcu 1949 r. została ona prezesem zarządu Imago Artis. W wyniku jej starań 10 kwietnia 1949 r. (w Niedzielę Palmową) do sprzedaży trafiły pierwsze wyroby spółdzielni – srebrna biżuteria (pierścionki) projektu Janiny Rogalskiej oraz Stanisława Chojnackiego, a także reprodukcje rzeźb, kafelki, malowidła na szkle, drobna galanteria odzieżowa, grafiki. Wystawiono je na sprzedaż w księgarni Czytelnika na krakowskim Rynku Głównym. Ogromne powodzenie, z jakim się spotkały, dało impuls intensywniejszej działalności spółdzielni. Obok działu metaloplastyki zaktywizował się dział polichromowania odlewów gipsowych, kierowany przez jedną z założycieli Imago Artis, Irenę Bobrowską. 19 maja 1949 r. spółdzielnia została zarejestrowana w Urzędzie Probierczym jako producent galanterii metalowej i srebrnej, a w sierpniu 1949 r. uzyskała lokal na ul. Szewskiej 21 na cele prowadzenia działalności.
Praca w spółdzielni realizowana była głównie na zasadzie chałupnictwa; ewentualne bardziej skomplikowane zlecenia realizowano, wykorzystując sprzęt z pracowni złotniczej Władysława Rogalskiego, ojca Janiny Rogalskiej. Otrzymane w 1949 r. zamówienie od krakowskiego oddziału Cepelii pozwoliło na zatrudnienie nowych osób. Wraz z rozwojem Imago Artis dołączali do niej kolejni rzemieślnicy, którzy dzięki takiej formie zrzeszenia się mogli uniknąć likwidacji lub nacjonalizacji swoich zakładów; analogicznie postąpiła Janina Rogalska, włączając po śmierci ojca jego pracownię w skład spółdzielni. Dzięki napływowi pracowników na początku lat 50. XX w. działalność spółdzielni prowadzono w czterech działach – metaloplastyki, odlewów polichromowanych, drzeworytów, lalek w strojach regionalnych i historycznych. Jak ustalił zarząd jeszcze w 1950 r., wszystkie wyroby miały mieć charakter polski. Niemniej to popularność biżuterii srebrnej oraz uzyskiwane dzięki niej wyniki ekonomiczne zadecydowały o złotniczym kierunku dalszego rozwoju spółdzielni. W 1954 r. Stanisław Chojnacki objął kierownictwo artystyczne nad całością produkcji spółdzielni, na długie lata decydując o kształcie biżuterii wytwarzanej przez Imago Artis. Choć był on głównym projektantem biżuterii w Imago Artis, realizowano też wzory zaprojektowane przez innych jej członków oraz wzory skupowane od twórców niezależnych.
Wyroby Imago Artis cieszyły się uznaniem klientów . Początkowo ich wyłączną dystrybucją zajmowała się Cepelia, która skupowała całą produkcję spółdzielni na zasadzie komisu. W latach 60. XX w., po wygaśnięciu wyłączności Cepelii na wyroby spółdzielni, nawiązano współpracę z Centralą Jubilerską, co pozwoliło na sprzedaż wyrobów poprzez sieć placówek handlowych tego przedsiębiorstwa. Imago Artis stworzyła też własną sieć sklepów, na którą w drugiej połowie lat 70. składały się salony w Krakowie, Dąbrowie Górniczej, Jastrzębiu-Zdroju, Zakopanem, Myślenicach i Nowym Targu . Każdy z nich posiadał indywidualny wystrój wnętrza, zaprojektowany przez Stanisława Mrówkę, który po śmierci Stanisława Chojnackiego w 1975 r. został wraz z Andrzejem Folfasem i Markiem Ganewem jednym z trzech etatowych projektantów biżuterii w Imago Artis. Wyroby spółdzielni prezentowane były też na wystawach krajowych (szczególnie na Międzynarodowych Targach Poznańskich) i międzynarodowych: w Bratysławie w 1974 r., w Pradze, Budapeszcie i Brukseli w 1975 r., we Frankfurcie nad Menem, Japonii i Holandii w 1976 r., Lipsku, Wilnie i ponownie w Bratysławie w 1978 r., w Kijowie w 1979 r. i Bułgarii w 1980 r.  Dodatkowo w 1975 r. w Urzędzie Rady Ministrów zorganizowano specjalny pokaz biżuterii i galanterii srebrnej Imago Artis dla premiera Piotra Jaroszewicza.
Spółdzielnia projektowała nowe wzory w srebrze do 1992 roku, w złocie do 1995 r. Ostateczne rozwiązanie Imago Artis nastąpiło w 1998 r.

## Charakterystyka wyrobów
Podczas półwiecznego istnienia Imago Artis zaprojektowano w niej około 3800 wzorów biżuterii srebrnej, 1050 wzorów biżuterii złotej oraz 560 wzorów galanterii, na którą składały się nakrycia stołowe ze srebra i złota oraz tzw. wyroby korpusowe, tj. kielichy, karafki, puchary, czarki, cukiernice . Sporadycznie do produkcji wykorzystywano również mosiądz. Ponieważ wyroby były produkowane ręcznie, mają charakter zbliżony do twórczości unikatowej .
Charakterystycznym elementem cechującym wyroby złotnicze Imago Artis biżuterii był filigran, który ok. 1956 r. stał się specjalnością spółdzielni. Biżuterię wykonywano w tej technice całościowo, w galanterii wykorzystywano ją w celu zdobniczym. Stosowanie filigranu do produkcji wyrobów współgrało z przyjętym modelem pracy chałupniczej, ponieważ nie wymaga on skomplikowanej maszynerii. Pracę ułatwiały też opracowane w ramach spółdzielni rozwiązania technologiczne, w szczególności urządzenia pomysłu złotnika Józefa Bijaka. Umożliwiły one szybką produkcję tzw. filigranu krakowskiego, przez członków spółdzielni określanego mianem milgryfu. Choć milgryfowi zarzuca się niższą jakość niż w oryginalnym filigranie, jego stosowanie pozwalało na bardziej wydajną pracę.
W twórczości Imago Artis wskazuje się na inspiracje folklorem ludowym – strojem cieszyńskim i krakowskim (bronowickim). W rzeczywistości elementy charakterystyczne dla folkloru cieszyńskiego dostrzegalne są w pojedynczych przypadkach. Częściej sięgano po tradycję krakowską. W swoich projektach Stanisław Chojnacki często przełamywał srebrną powierzchnię czerwonym koralem, co jest charakterystyczne dla biżuterii bronowickiej. Kres powszechnemu zastosowaniu koralu położyło uchwalenie konwencji waszyngtońskiej, które ograniczyło źródła surowca – spółdzielni pozostawało zaopatrywać się w koral na zasadzie skupu, stąd spadek częstotliwości jego wykorzystania w projektach. Koral został zastąpiony przez bursztyn, którego złoża odkryto w latach 70. przy okazji budowy gdańskiego Portu Północnego i eksploatowano przemysłowo.
Już w latach 50. spółdzielnia zaopatrywała się w Kłodzku w kamienie ozdobne - agaty, jaspisy, kwarce i kryształy górskie, wpasowujące się w koncepcję biżuterii ludowej. Dzięki Józefowi Pieprzyk, krakowskiemu złotnikowi, który jako pierwszy wprowadził do Imago Artis wyroby ze złota, w 1983 r. Imago Artis uzyskała prawa do produkcji biżuterii złotej, a wraz z nimi państwowy przydział tego surowca. Do dekoracji złotych (rzadziej srebrnych) wyrobów, szczególnie pierścionków, wykorzystywano kamienie szlachetne. W szczególności korzystano z syntetycznych korundów – rubinów, szafirów, padparadży – produkowanych od lat 60. przez Zakład Doświadczalny Huty Aluminium w Skawinie.